# Étienne Cabet

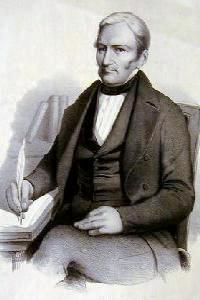
Étienne Cabet

Étienne Cabet (* 1. Januar 1788 in Dijon, Frankreich; † 8. November 1856 in St. Louis, USA) war ein französischer Publizist, Politiker und Revolutionär. Er schrieb auch unter den Pseudonymen Francis Adams und Th. Dufruit.

## Leben und Wirken
Cabet gehörte nach Abschluss seines Jurastudiums 1812 zunächst zu den Gegnern Napoleons, übernahm aber die Verteidigung von dessen Anhängern, als ihnen nach der Niederlage von Waterloo der Prozess gemacht wurde. Er kam so in Kontakt zur liberalen Opposition und wurde bald einer von deren führenden Köpfen. Er gehörte während der Julirevolution von 1830 zu den Verschwörern, die Karl X. stürzten und durch den Bürgerkönig Louis Philippe ersetzten.
Enttäuscht von dem autoritären Verhalten und der sozialen Kälte des Bürgerkönigs wurde Cabet zum Sozialisten. Er geißelte in seinen Schriften die Zustände in Frankreich und förderte die Bildungsarbeit unter Arbeitern. Er veröffentlichte die oppositionelle Zeitung Le Populaire, die große Verbreitung fand, aber 1834 verboten wurde. Er wurde wegen Majestätsbeleidigung angeklagt und ging nach seiner Verurteilung für fünf Jahre ins Exil nach London.
Dort gelangte er in Verbindung zum Philanthropen Robert Owen, dessen Ideen in ihm den Plan reifen ließen, sozialistische Strukturen in Frankreich zu realisieren. Nach seiner Rückkehr nach Frankreich arbeitete er journalistisch und politisch für die soziale Erneuerung. In seinem unter einem Pseudonym veröffentlichten Roman Die Reise nach Ikarien (Original: Voyage en Icarie) entwarf er die Idee eines utopistischen Gemeinwesens, das dank moderner Industrie ein hohes Einkommen erzielt, in dem aber die Produktionsmittel der Allgemeinheit gehören. Cabets Vision durchgehender Verstaatlichung, Militarisierung, Bücher- und Pressezensur sowie der Personenkult um den verstorbenen Führer Ikarus erinnern an die späteren Praktiken des Stalinismus. Mit der Gründung von Arbeiterbildungsvereinen versuchte er seinem Ziel näher zu kommen.
Aufgrund seines aufbrausenden Temperaments und seines Geltungsbedürfnisses isolierte Cabet sich zunehmend. Er unterstützte die Revolution 1848, konnte sich aber mit seinen sozialen Ideen, auch unter den Arbeitern, nicht durchsetzen. Er rief zur Auswanderung in die USA auf und gründete 1848 mit Kolonisten in Nauvoo am Mississippi River sein Ikarien. Auch hier geriet er zunehmend in Konflikte mit den Kolonisten. Cabet verbot als Präsident seiner maximal etwa 500 Personen zählenden Gemeinde Kosmetika, Schmuck und bunte Kleider. Es kam auch zu Konflikten um die Verwendung der (vielfach durch Spenden) erwirtschafteten Überschüsse. 1855 kam es zum Bruch mit den Ikariern. Cabet starb 1856 in St. Louis und erlebte das Scheitern seiner Utopie nicht mehr. Gerhart Hauptmann nahm in seinem sozialen Drama Vor Sonnenaufgang 1889 auf die Ikarier in den USA als einer utopischen Bewegung Bezug.

## Werke (Auswahl)
- Revolution de 1830 et situation presente (Novembre 1833), Expliquees et eclairees par les revolutions de 1789, 1792, 1799 et 1804. Digitalisat
- Das communistische Glaubensbekenntniss. Digitalisat (unvollständig)
- Comment je suis communiste. 1840. Digitalisat
- Voyage et aventures de Lord Villiam Carisdall en Icarie, traduits de l'anglais de Francis Adams. Hippolyte Souverain, Paris 1840. Digitalisat
- Voyage en Icarie: roman philosophique et social. 1842. Digitalisat
- Insurrection du vingt-trois juin, avec ses causes, son caractère et ses suites, expliquée par la marche et les fautes de la révolution du 24 février. Bureau du Populaire, Paris 1848. Digitalisat
- Péril de la situation présente, 14 octobre 1831: compte à mes commettans. 1851. Digitalisat
- Revolution de 1830 et situation presente (Novembre 1833), Expliquees et eclairees par les revolutions de 1789, 1792, 1799 et 1804, Paris 1852. Digitalisat

Übersetzungen
- Étienne Cabet: Reise nach Ikarien. Aus dem Französischen übersetzt von Dr. Wendel-Hippler. Bureau des Populaire, Paris 1847 (Neu hrsg. von H. Lux, Magdeburg 1893) (Reprint: Karin Kramer Verlag, Berlin 1979 (Bibliothek der Utopien))
- Étienne Cabet: Wie ich Kommunist bin und mein communistisches Glaubensbekenntnis. (Übersetzt von) Dr. Wendel-Hippler. Twietmeyer, Leipzig/Paris 1847
- Das Weib, ihr unglückliches Schicksal in der gegenwärtigen Gesellschaft, ihr Glück in der deutsch-ikarischen Gemeinschaft, von Cabet. aus dem Französischen von Dr. Hermann Ewerbeck (aus Danzig). Hrsg. von Carl Georg Allhusen, Kiel 1850.